# Mark Joyce
Mark Joyce (n. 11 august 1983, St Helens, Anglia, Regatul Unit) este un jucător englez de snooker.
Ocupă poziția 67 în lume. Nu a realizat niciodată breakul maxim.  